# Letheobia swahilica
Espèce
Statut de conservation UICN

 LC  : Préoccupation mineure
Letheobia swahilica est une espèce de serpents de la famille des Typhlopidae.

## Répartition
Cette espèce se rencontre au Kenya et dans le nord de la Tanzanie.

## Étymologie
Cette espèce est nommée en l'honneur des Swahilis.

## Publication originale
- Broadley & Wallach, 2007 : A review of East and Central African species of Letheobia Cope, revived from the synonymy of RhinotyphlopsFitzinger, with descriptions of five new species (Serpentes: Typhlopidae). Zootaxa, no 1515, p. 31–68.